# Aroffe
Aroffe ist eine französische Gemeinde mit 91 Einwohnern (1. Januar 2022) im Département Vosges in der Region Grand Est (bis 2015 Lothringen) Sie gehört zum Arrondissement Neufchâteau und zum départementübergreifenden Gemeindeverband Pays de Colombey et Sud Toulois. Die Bewohner nennen sich Aruffiens.

## Geografie
Die Gemeinde Aroffe liegt am Westrand der Landschaft Xaintois an der Grenze zum Département Meurthe-et-Moselle, 30 Kilometer südlich von Toul. Das 8,51 km² große Gemeindeareal greift weit nach Norden aus und umfasst hier das Waldgebiet Bois du Feys. Durch die Gemeinde fließt der namengebende Fluss Aroffe, ein rechter Nebenfluss der oberen Maas. Nachbargemeinden von Aroffe sind Favières im Norden, Tramont-Saint-André im Osten, Soncourt im Süden, Aouze im Südwesten, sowie Gémonville im Nordwesten.

## Geschichte
Es gibt viele Unsicherheiten das Gründungsdatum des Dorfes Aroffe betreffend, aber dank Überresten aus der Nähe des Nachbarortes Gémonville wird angenommen, dass das Gebiet um Aroffe bereits von den Galliern bewohnt war. Die ältesten Siedlungsspuren lassen sich auf das 1. und 2. Jahrhundert vor Christus datieren. In dieser Zeit fiel das Gebiet unter römische Herrschaft.
Um das Jahr 476 wurde Aroffe und Umgebung von marodierenden Söldnern geplündert. Während der frühen Merowingerzeit war das Gebiet südlich von Toul vollständig christianisiert. Vom Nachbardorf Aouze sind aus dieser Zeit Hexenjagden überliefert. Ein Bauer aus Aroffe, der einen der Hexenprozesse besuchte, soll nach einer Marienerscheinung den Bau einer ersten Kapelle auf dem 392 m hohen Chaplemont südlich des Dorfes initiiert haben. Im 16. Jahrhundert wurde in Aroffe eine erste Kirche gebaut. Eine Urkunde datiert das Ende des Kirchenbaues mit dem Aufsetzen eines Baldachins auf das Jahr 1528. Aroffe gehörte wie einige andere Dörfer der Gegend zur Diözese Toul. Aroffe stand aber lange im Schatten des nahegelegenen Dorfes Vicherey mit seiner Burg.
In der Zeit der Französischen Revolution wurde die alte Kapelle zerstört und geplündert. Im 19. Jahrhundert entstand eine Tonziegelfabrik und eine Wassermühle nahm den Betrieb auf. Die Mühle diente bis in die 1940er Jahre einer Bäckerfamilie zur Mehlherstellung. Die Ziegelei blieb ebenfalls bis Mitte des 20. Jahrhunderts in Betrieb. Der Erste Weltkrieg forderte viele Opfer in Aroffe; im Zweiten Weltkrieg war das Dorf lange besetzt. Nach dem Krieg schlossen das Kino und die letzte Gastwirtschaft in Aroffe.

### Wappen
Das Wellenband und der Fisch symbolisieren den Fluss Aroffe, der dem Dorf seinen Namen gab. Die Eichenblätter verweisen auf den Waldreichtum der Gemeinde; Monumentalkreuz und Mühlrad zeigen zwei der Sehenswürdigkeiten von Aroffe. Das Gemeindewappen entstand im September 2011.

### Bevölkerungsentwicklung
| Jahr      | 1962 | 1968 | 1975 | 1982 | 1990 | 1999 | 2006 | 2020 |
| Einwohner | 147  | 118  | 98   | 92   | 77   | 82   | 92   | 89   |

Im Jahr 1846 wurde mit 319 Bewohnern die bisher höchste Einwohnerzahl ermittelt. Die Zahlen basieren auf den Daten von cassini.ehess und INSEE.

## Sehenswürdigkeiten

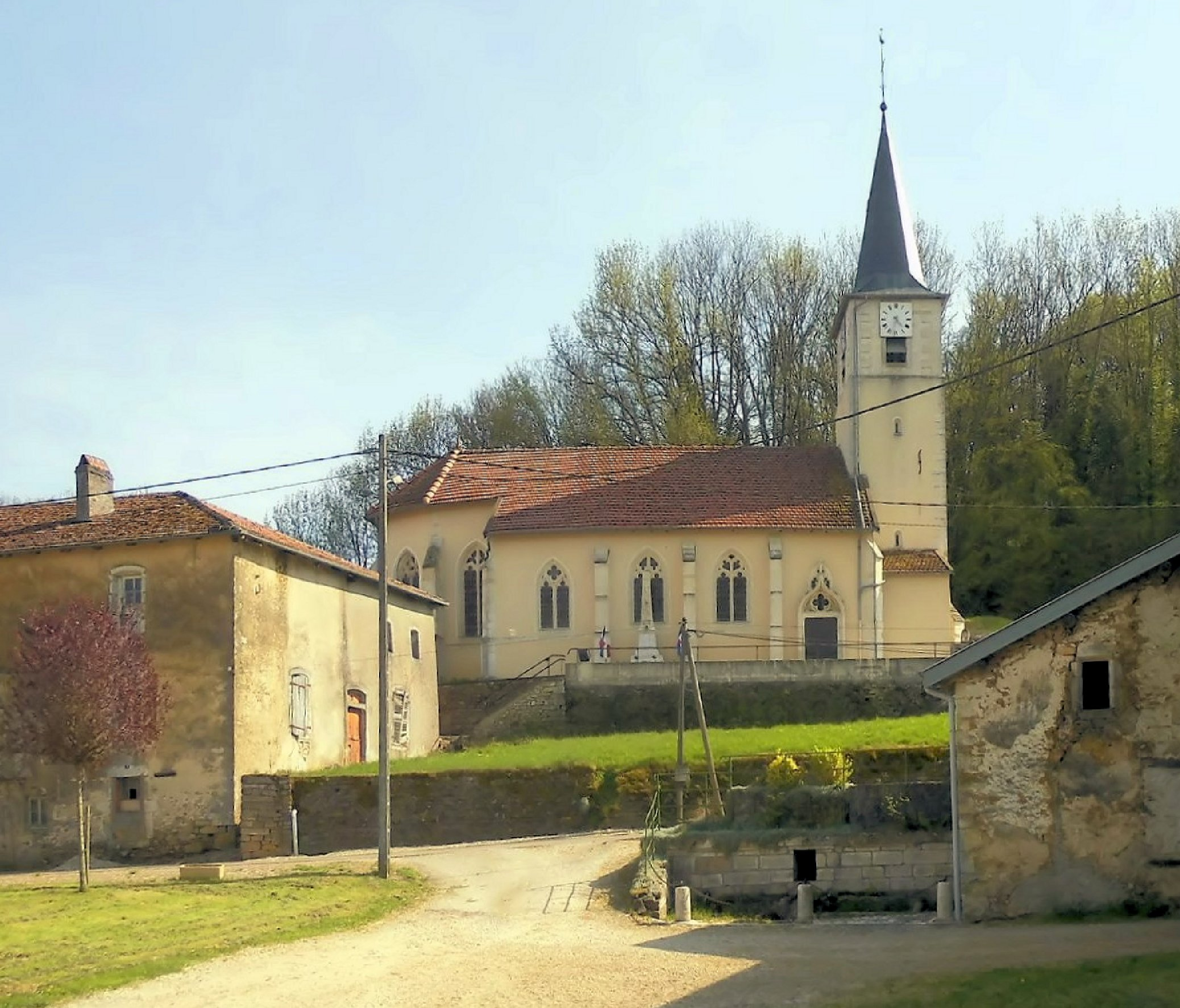
Kirche Saint-Sulpice in Aroffe

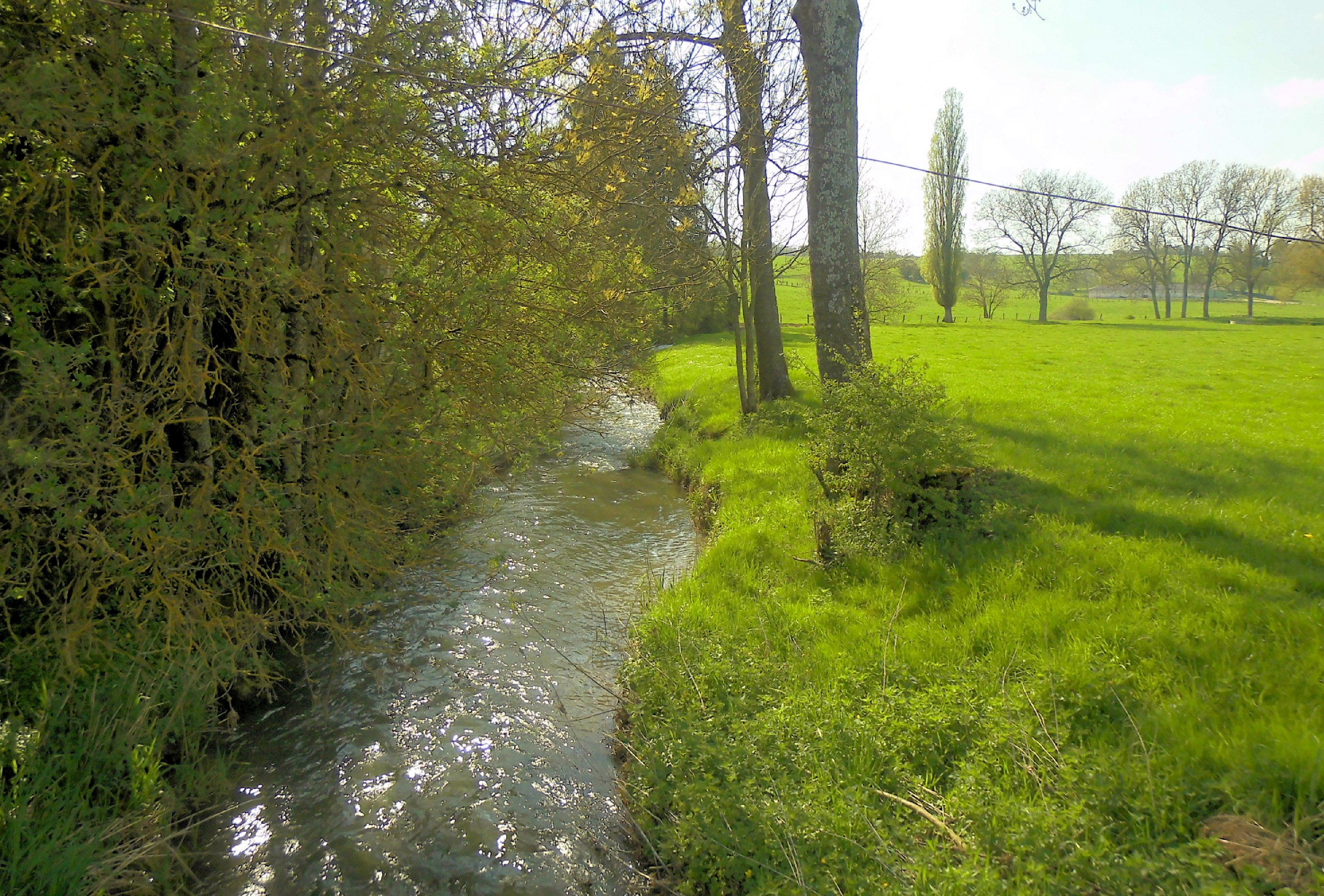
Der Fluss Aroffe

- monumentales Flurkreuz aus dem 16. Jahrhundert, Monument historique[5]
- Kirche Saint-Sulpice Kirche, nachts durch Scheinwerfer beleuchtet
- zwei Lavoirs
- zwölf Apostel an der Fassade eines Hauses
- ehemalige Wassermühle
- Nischen mit Marienstatuen an mehreren Häusern
- ehemaliges Kino
- Fundamentreste der ehemaligen Kapelle im Wald auf dem Chaplemont
- mehrere Wegkreuze
- ehemaliges Rathaus- und Schulgebäude (Mairie-école)
- Friedhof mit Gräbern aus dem 19. Jahrhundert
- Grotte du Haut-du-Mont auf 400 m über dem Meer, 16 m tiefe Höhle

Lavoirs in Aroffe
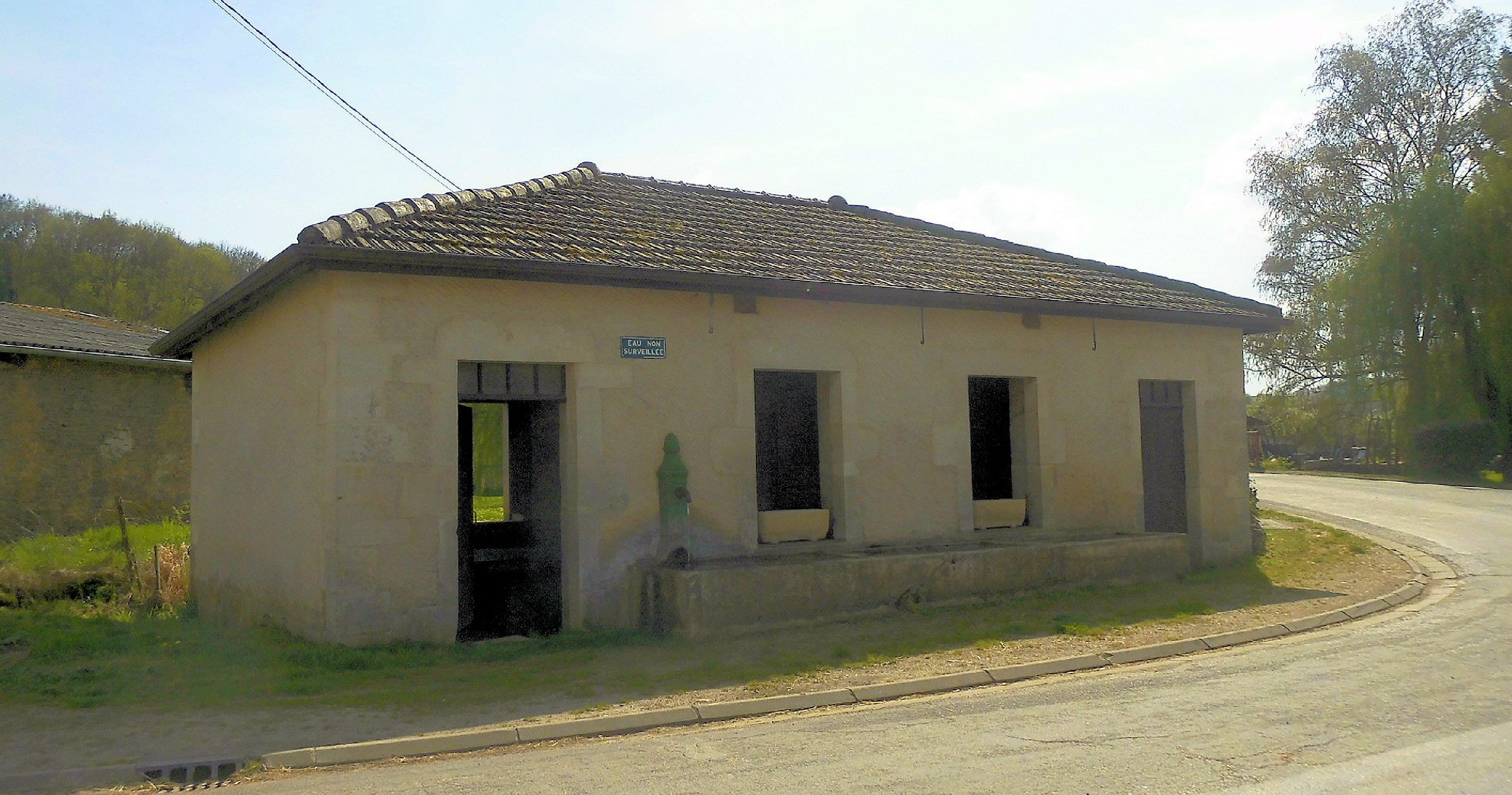
In der Rue Principale
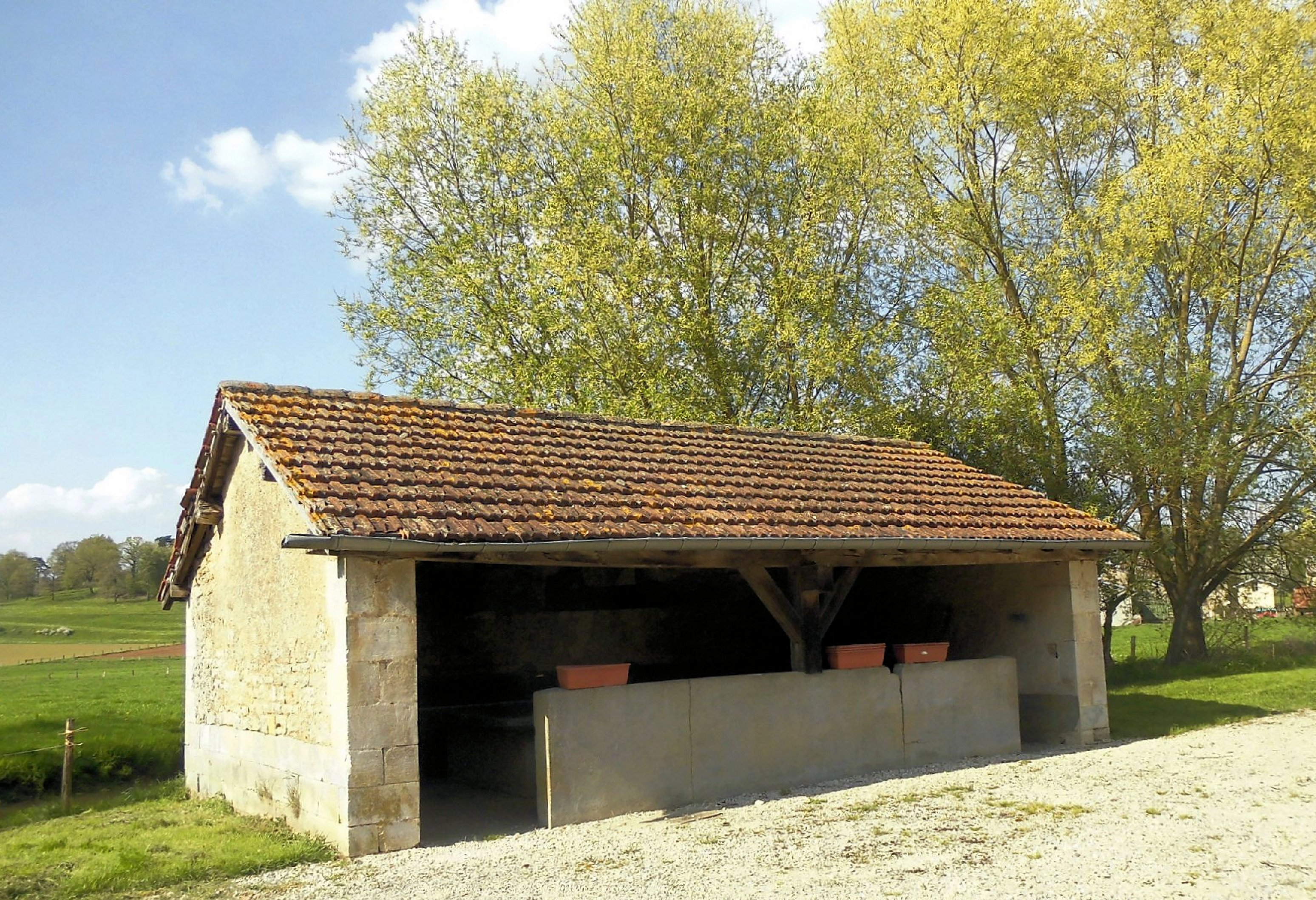
In der Rue de l’église

## Wirtschaft und Infrastruktur
Neben einigen kleinen Dienstleistungsbetrieben gibt es in Aroffe noch fünf landwirtschaftliche Produzenten (Milchviehhaltung, Rinderzucht).
Aroffe liegt an der Fernstraße von Colombey-les-Belles nach Mirecourt (D 29). Die Autoroute A31 führt durch den Westen des Gemeindegebietes (Anschluss im 17 Kilometer entfernten Châtenois).

## Belege
1. ↑  Aroffe auf vosges-archives.com (Seite dauerhaft nicht mehr abrufbar, festgestellt im November 2024. Suche in Webarchiven) (französisch, PDF-Datei; 39 kB), abgerufen am 29. August 2016; seit November 2016 nicht mehr permanent abrufbar
2. ↑  Wappenbeschreibung. In: genealogie-lorraine. 27. März 2016, abgerufen am 5. November 2024 (französisch).
3. ↑  Aroffe - Notice Communale. Abgerufen am 5. November 2024 (französisch).
4. ↑  Dossier complet – Commune d'Aroffe (88013) | Insee. Abgerufen am 5. November 2024 (französisch).
5. ↑  Eintrag in der Base Mérimée des Kulturministeriums. Abgerufen am 9. Januar 2017 (französisch).
6. ↑  Landwirtschaftsbetriebe. In: annuaire-mairie.fr. Abgerufen am 5. November 2024 (französisch).